# چوتا کونکا
چوتا کونکا (به اسپانیایی: Chuta Kunka) یک کوه در پرو است. چوتا کونکا ۵٬۰۰۰ متر بالاتر از سطح دریا واقع شده‌است.